# Deiregyne eriophora
Deiregyne eriophora, la orquídea terrestre de montaña, es una especie de orquídea de hábito terrestre endémica de México.

## Descripción, distribución y ecología
D. eriophora es una planta erecta de 20 a 40 cm de altura; con raíces carnudas; flores grandes, fragantes y blancas; labelo de color naranja con amarillo y con una raya color verde en el centro.
Es una especie de hábito terrestre que florece en la estación seca (enero a abril). Habita en bosques y matorrales de clima templado a semiárido, entre los 1500 y los 3200 m s. n. m.

## Taxonomía
Deiregyne eriophora fue descrita en 1982 por (B.L.Rob. & Greenm.) Garay en Botanical Museum Leaflets 28(4): 312.

### Etimología
Deiregyne: nombre genérico griego formado a partir de deire, «cuello»; y gyne, «pistilo» o «mujer»; en referencia al sépalo asentado sobre el ovario que forma una extensión similar a un cuello
eriophora: epíteto latino que significa «lanudo»

### Sinónimos
Spiranthes eriophora B.L.Rob. & Greenm.
Schiedeella eriophora B.L.Rob. & Greenm.
Sarcoglottis eriophora B.L.Rob. & Greenm.
Oestlundorchis eriophora B.L.Rob. & Greenm.
Recientemente se ha separado de D. eriophora la especie similar D. tenorioi Soto Arenas & Salazar.